# 영암 도갑사 석조
영암 도갑사 석조(靈岩 道岬寺 石槽)는 전라남도 영암군 군서면 도갑리, 도갑사에 있는 석조이다. 1987년 6월 1일 전라남도의 유형문화재 제150호로 지정되었다.

## 개요
도갑사 안에 놓여 있는 것으로, 물을 담아두거나 곡물을 씻는데 쓰였던 일종의 돌그릇이다.
길쭉하고 네모난 돌의 안을 파내고, 각 모서리를 둥글게 다듬었는데, 아랫부분을 둥글게 반원모양으로 깎아 놓아 옆에서 보면 작은 통나무배를 보고 있는 듯하다. 안쪽 밑바닥에는 물을 뺄 때 쓰이는 작은 배수구멍이 뚫려 있다.
표면에 기록이 남아 있어 조선 숙종 8년(1682)에 만든 것임을 알게 되었다.

## 같이 보기
- 도갑사

## 참고 자료
- 도갑사석조 - 국가유산청 국가유산포털